# Diesingia
Diesingia is een geslacht van kreeftachtigen uit de klasse van de Ichthyostraca.

## Soorten
- Diesingia kachugensis (Shipley, 1910)
- Diesingia megastomum (Diesing, 1836)